# Nicias
Pour le peintre, voir Nicias (peintre).
Nicias (en grec ancien Νικίας, né vers 470 av. J.-C., mort en 413 av. J.-C.) est un homme politique et général athénien durant la guerre du Péloponnèse. Il œuvre pendant le conflit afin de mettre un terme aux combats et d'établir une paix entre les belligérants, puis en tant que général après la reprise des hostilités. Après la mort de Périclès, il devient l'un des plus importants meneurs d'Athènes, à la suite de la mort de Cléon, et est élu stratège à plusieurs reprises. Modéré, il s'oppose à l’impérialisme agressif des démocrates athéniens, et préside aux négociations avec Sparte après la bataille de Pylos. La paix déclarée en 421 av. J.-C. est nommée paix de Nicias en référence à son action, et met fin à la première partie de la guerre du Péloponnèse.
Après la reprise des hostilités, il commande l'armée d'Athènes en Sicile et est défait par les troupes de Syracuse commandées par le général lacédémonien Gylippos.
La vie de Nicias et son action pendant la guerre du Péloponnèse sont notamment connues grâce à l'une des Vies parallèles de Plutarque, qui lui est consacrée, et l'Histoire de la guerre du Péloponnèse rédigée par son collègue stratège et contemporain, Thucydide.

## Jeunesse
Membre de l'aristocratie, il est le fils de Nicératos, exploitant de mines d'argent du Laurion, propriétaire de nombreux esclaves et de nombreuses terres. Il organise fêtes et évènements sportifs, sa générosité et sa piété deviennent célèbres.
Pendant la première phase de la guerre du Péloponnèse, il est nommé Stratège en 427 av. J.-C. et se montre déjà d'une extrême prudence en tant que général, mais courageux en tant que soldat. Après la bataille de Pylos et la capture de soldats spartiates sur l'île de Sphactérie, Lachès et Nicias parviennent à établir une trêve avec Sparte, mais l'athénien Cléon et le spartiate Brasidas relancent les hostilités. Tous deux trouvent la mort lors de la bataille d'Amphipolis, permettant à Nicias d'œuvrer à établir une paix plus durable, la Paix de Nicias, qui rétablit la situation d'avant guerre, avec une poignée d'exceptions, et prévoit le retour des prisonniers de Sphactérie à Sparte.

## Expédition de Sicile
Alcibiade, jeune membre de la famille des Alcméonides, propose en 415 av. J.-C. d'envahir la Sicile pour soutenir Ségeste. Nicias s'y oppose, redoutant la dispersion des forces de la cité pour une campagne hasardeuse. Le projet ayant été adopté, Nicias en reçoit le commandement, les Athéniens confiant la charge de conduire cette expédition au plus prudent.
Débarqué en Sicile après la fuite d'Alcibiade, il assiège Syracuse qui tente de rallier à elle toutes les cités grecques de Sicile. Lui et ses troupes ont le dessus dans un premier temps, mais ils sont mis en échec par le général spartiate Gylippos, arrivé comme conseiller militaire, qui inflige une défaite complète à l'expédition athénienne en 414 av. J.-C., l'obligeant à un siège long et difficile. Refusant de rentrer à Athènes de peur d'être condamné à mort pour son échec, Nicias reste à Syracuse, et, en 413 av. J.-C., tente à nouveau de prendre la ville. Il reçoit un renfort de 5 000 hoplites menés par Démosthène, mais ne parvient pas à enlever la place. Nicias contracte alors une maladie, l'armée étant établie sur un marais insalubre. Piégés sur terre par la garnison de la ville et les forces alliées, Nicias et Démosthène tentent une action navale pour briser le barrage de navires les empêchant de s'échapper, et engagent dans leur tentative toute la flotte athénienne qui est coulée dans la rade de Syracuse par la flotte syracusaine.
Les deux stratèges décident la retraite, mais des présages non favorables sont obtenus, et Nicias, décrit comme superstitieux par Thucydide, retarde le départ de l'armée pendant trois fois neuf jours, selon le conseil de ses devins. L'armée est divisée en deux et se dirige vers le nord, poursuivie par les Syracusains. Démosthène, encerclé, s'étant rendu, Nicias, acculé sur la rive de l'Asinaros, capitule et est exécuté, avec Démosthène, par les Syracusains, malgré les protestations de Gylippos qui voit en Démosthène, vainqueur à Pylos, le plus grand ennemi de Lacédémone, et désire donc le ramener comme prisonnier dans le Péloponnèse, et en Nicias un ami de la cité, pour son rôle dans la conclusion de la paix et la libération des otages de Pylos.
Plutarque, dans De la Superstition, décrit également Nicias comme superstitieux : pendant la guerre du Péloponnèse, nommé général des Athéniens, et chargé de l'expédition contre les Syracusains, qui avaient appelé à leur secours et mis à la tête de leurs troupes le Lacédémonien Gylippos, Nicias et son collègue n'ayant pas osé combattre à cause d'une éclipse, ils furent enveloppés et faits prisonniers ; ils se donnèrent la mort l'un et l'autre dans la prison où on les avait renfermés. Il dit aussi dans sa Vie de Nicias que d'après un dialogue du socratique Pasiphon d’Érétrie, Nicias faisait tous les jours des sacrifices, avait dans sa maison un devin qu'il paraissait n'interroger que sur les affaires publiques, mais qu'il consultait le plus souvent sur ses propres affaires, et principalement sur les mines d'argent du Laurion.

## Postérité
Peu favorable aux actions d'éclats, Nicias est critiqué pour sa lenteur, son indécision et pour sa trop grande dépendance aux présages. Il est également suspect en raison de sa volonté de négocier avec Sparte, comme la majorité des partisans de l'aristocratie à Athènes. Pour Thucydide et Plutarque, Nicias et son manque de compétence en tant que meneur et stratège sont en grande partie responsables du désastre de l'expédition athénienne en Sicile. Dans ses Vies parallèles des hommes illustres Plutarque le compare à Crassus, il commence le récit de la vie de Nicias ainsi : « J'ai cru pouvoir avec fondement mettre en parallèle Crassus et Nicias, et comparer les malheurs du premier chez les Parthes avec le désastre de l'autre dans la Sicile. ».  Thucydide et Plutarque reconnaissent tous deux cependant que l'invasion de la Sicile, à laquelle Nicias s'était opposé, était vouée à l'échec. Critiqué pour ses actions à la tête de l'armée, il est en revanche loué pour sa piété, son intégrité et son sens du devoir. Thucydide, qui fut stratège avant la paix de Nicias, et, lui aussi opposé à Cléon, lui rend hommage pour sa vertu et déplore son infortune et sa fin :

« Il était des Grecs de mon temps l'Homme qui, par son application au bien dans une entière conformité avec les règles, eût le moins mérité d'en venir à cet excès d'infortune. »

— Thucydide, Histoire de la guerre du Péloponnèse (VIII, LXXXVI, 5)
Aristote et Plutarque de Chéronée célèbrent ses qualités de patriote :

« Ou peut dire d’abord de Nicias ce qu’en a écrit Aristote : qu’il y avait à Athènes trois hommes, les meilleurs citoyens, qui avaient pour le peuple une bienveillance, une affection paternelle, Nicias fils de Nicératos, Thucydide fils de Milésias, et Théramène, fils d’Agnon. »

— Plutarque, Vie de Nicias
Il est cité plusieurs fois par Platon, dans le Gorgias, le Lachès, La République - et par le pseudo-Platon dans le Théagès
Albert Thibaudet le compare à Giscon, et le décrit comme un personnage tragique expiant les fautes de son pays.